# Listă de actori - F
|  | Listă de actori \| \| Listă de actori - F \| Liste alfabetice de actori și actrițe \| Listă de actrițe A - B - C - D - E - F - G - H - I - J - K - L - M - N - O - P - Q - R - S - T - U - V - W - X - Y - Z |

## Actori - F
| - Aldo Fabrizi (1905 - 1990) - Franco Fabrizi (1926 - 1995) - Douglas Fairbanks (1883 - 1939) - Peter Falk (1927 - 2011) - Julius Falkenstein (1879 - 1933) - Eberhard Feik (1943 - 1994) - Marty Feldman (1933 - 1982) - Hansjörg Felmy (1931 - 2007) - Heino Ferch (* 1963) - Fernandel (1903 - 1971) - Rey Fernando (1917 - 1994) - José Ferrer (1912 - 1992) - Patrik Fichte (* 1965) - W. C. Fields (1879 - 1946) - Joseph Fiennes (* 1970) - Ralph Fiennes (* 1962) - Peter Finch (1916 - 1977) - Werner Finck (1902 - 1978) | - Jimmy Finlayson (1887 - 1953) - John Finnegan (1926 - 2012) - Albert Finney (* 1936) - Colin Firth (* 1960) - O. W. Fischer (1915 - 2004) - Laurence Fishburne (* 1961) - Peter Fitz (* 1931) - Barry Fitzgerald (1888 - 1966) - Herbert Fleischmann (1925 - 1984) - Albert Florath (1888 - 1957) - Martin Flörchinger (1909 - 2004) - Errol Flynn (1909 - 1959) - Henry Fonda (1905 - 1982) - Peter Fonda (* 1939) - Glenn Ford (1916 - 2006) - Harrison Ford (* 1942) - Willi Forst (1903 - 1980) | - John Forsythe (1918 - 2010) - Bernard Fox (* 1927) - Michael J. Fox (* 1961) - Don Francks (* 1932) - Dieter Franke (1934 - 1982) - Steve Franken (1932 - 2012) - Dennis Franz (* 1944) - Erich Franz (1903 - 1961) - Ronald Fraser (1930 - 1997) - Uwe Friedrichsen (* 1934) - Thomas Fritsch (* 1944) - Willy Fritsch (1901 - 1973) - Gert Fröbe (1913 - 1988) - Joachim Fuchsberger (* 1927) - Francis Fulton-Smith (* 1966) - Ernst Fritz Fürbringer (1900 - 1988) - Benno Fürmann (* 1972) - Louis de Funès (1914 - 1983) |

## Actrițe
|  | Listă de actrițe \| \| Listă de actori \| Liste alfabetice de actori și actrițe \| Listă de actrițe A - B - C - D - E - F - G - H - I - J - K - L - M - N - O - P - Q - R - S - T - U - V - W - X - Y - Z |